# Горне Дубове
Горне Дубове (на словашки: Horné Dubové) е село в окръг Търнава, Търнавски край, Западна Словакия. Населението му е 353 души.
Разположено е на 231 m надморска височина, на 19 km северно от град Търнава. Площта му е 7,28 km². Кмет на селото е Ян Грчка.